# 距花山薑
距花山薑（學名：Alpinia calcarata），別稱距藥山薑及小良薑等，為薑科山薑屬植物。

## 分佈
本種現分佈於中國、緬甸、印度、斯里蘭卡等地，中國國內野外分佈於廣西、海南、廣東及香港等地，四川亦人工引種栽培，野外常生於密林濕熱處。

## 形態特徵
距花山薑是一種多年生草本植物，高約0.8－1.2米，高可達1.3米。根狀莖匍匐狀，具不規則的分枝，橫生，具節，節上具根及淡紅色鱗片。

### 葉
葉片披針形或披針狀線形，2列，先端漸尖並具尾狀尖頭，基部漸狹，兩面無毛，全緣，具緣毛，無柄或具不明顯的短柄，長約18－35厘米，寬約2－3.5厘米；葉舌膜質，鈍，無毛或頂端披長柔毛，長約8－15毫米；葉鞘具條紋，無毛。

### 花
花散生於分枝上，排列成圓錐花序，頂生，長約8－13厘米；花序軸密披黃色絨毛，下部的分枝具花3－4朵，長約2－5毫米；小花梗披柔毛，長約3毫米；小苞片貝殼狀長圓形，包裹著花蕾，於花開後脫落，膜質，質薄，先端鈍，披柔毛或近無毛，長約1.5－1.8厘米；花萼披短柔毛，先端3齒裂，一側開裂，長約1.2厘米；花冠管白色，冠管與萼管等長，披短柔毛，長約9毫米；花瓣長圓形，外披短柔毛，長約1.8－2.2厘米；唇瓣白色而帶黃並具有玫瑰紅及紫黃色的斑紋，倒卵形，先端微凹或2淺裂，長約2.5－3.5厘米；退化雄蕊長於唇瓣的基部兩側，呈鑽形，與唇瓣相連成距狀，淡紅色，長約2.5－3.5毫米；雄蕊白色或稍帶紫，長約2.2－2.3厘米；蜜腺圓柱形，頂端開裂，長約2.3毫米；花藥藥室長約6毫米；子房密披黃白色長柔毛，直徑約3毫米。

### 果實
果實為蒴果，近球形，紅色，披黃白色長柔毛或近無毛，直徑約1.2厘米。

## 醫藥用途
本種以乾燥的根狀莖入藥，全年均可採收，採收後清除雜質後曬乾，味辛，性溫，具溫中散寒、行氣止痛等功效，主治腹痛、胃寒嘔吐等症狀。

## 外部連結
- （简体中文）. 中國自然標本館 物種相冊.   [February 5,  2012].[]
- （简体中文）. 中國植物圖像庫.   [February 7, 2012].[]
- （简体中文）. 植物通.   [February 5, 2012]. （原始内容存档于2010-01-18）.

 维基共享资源上的相關多媒體資源：距花山薑